# Langues altaïques
Pour les articles homonymes, voir Altaï (homonymie).
Les langues altaïques ou langues transeurasiennes sont un ensemble de langues parlées en Eurasie, depuis la Turquie et la Moldavie jusqu'à l'Asie de l'Est, en passant par l'Asie centrale, la Sibérie et l'Extrême-Orient russe. Elles rassemblent au minimum les langues turciques, les langues mongoliques et les langues toungouses, ainsi que dans certaines conceptions les langues coréaniques et les langues japoniques. Le nom dérive de celui de l'Altaï, une chaîne de montagnes d'Asie centrale aujourd'hui partagée entre Chine, Kazakhstan, Mongolie et Russie.
Les linguistes s'accordent à retrouver dans toutes ces langues de nombreuses caractéristiques communes, de nature typologique et lexicale, mais divergent quant à l'explication à en donner. La première possibilité, envisagée dès le XIXe siècle, est que les langues altaïques forment une famille de langues au sens généalogique, et que leurs traits partagés reflètent une origine commune. L'alternative, proposée à partir de la seconde moitié du XXe siècle, est que ces similitudes proviennent de contacts historiques prolongés entre les locuteurs de ces langues, qui les auraient amenées à échanger des traits jusqu'à développer des profils très semblables : les langues altaïques seraient alors le reflet d'une ancienne aire linguistique. La controverse se poursuit toujours aujourd'hui.

## Langues incluses
Dans son acception la plus restreinte, l'ensemble des langues altaïques se compose de trois groupes généalogiquement bien établis comme familles de langues :
- les langues turciques telles que le turc, l'azéri, le turkmène, le kazakh, le kirghize, le tatar, l'ouzbek, l'ouïghour, le touvain, le iakoute, le tchouvache, etc. ;
- les langues mongoliques telles que le khalkha, le tchakhar, l'oïrate, le kalmouk, le bouriate, le daur, etc. ;
- les langues toungouses telles que l'evenki, l'évène, le néguidale, l'oudihé, l'orotche, le nanaï, le mandchou, etc.

Depuis les années 1960, les linguistes favorables à cette hypothèse ont régulièrement envisagé de rattacher aux langues altaïques les langues coréaniques et les langues japoniques (lesquelles comprennent le japonais, les langues ryūkyū, et une possible branche continentale). Cette conception étendue est appelée spécifiquement macro-altaïque, tandis que la conception restreinte à l'ensemble turc-mongol-toungouse devient alors le micro-altaïque. L'aïnou (historiquement parlé à Hokkaidō, Sakhaline et aux îles Kouriles) a quelquefois été rapproché des langues altaïques, mais il est très généralement considéré comme un isolat.

## Typologie linguistique
Du point de vue de la typologie syntaxique des langues, les langues altaïques sont fortement centripètes : au sein du syntagme, le noyau (élément central) est précédé par ses satellites (éléments dépendants). Cette caractéristique se manifeste de multiples façons :
- dans le groupe nominal, le nom est précédé par ses expansions : adjectif épithète, complément du nom, proposition subordonnée relative ;
- l'ordre fondamental de la phrase est sujet-objet-verbe ;
- les suffixes sont employés préférentiellement ou exclusivement parmi les divers types d'affixe ;
- les postpositions sont employées préférentiellement ou exclusivement parmi les divers types d'adposition ;
- dans les mots composés, l'élément déterminé est précédé par l'élément déterminant.

Du point de vue de la typologie morphologique des langues, les langues altaïques sont des exemples typiques de langues agglutinantes : la déclinaison et la conjugaison reposent sur l'ajout de suffixes qui indiquent un par un les divers traits grammaticaux, sans qu'ils fusionnent en une terminaison unique.
L'absence de genre grammatical est universelle dans les langues altaïques.
En phonétique et en phonologie, les langues altaïques présentent fréquemment des phénomènes d'harmonie vocalique selon le point d'articulation (antérieure / postérieure), la position de la racine de la langue (avancée / rétractée) ou l'arrondissement (arrondie / non arrondie), définissant plusieurs classes de voyelles qui ne peuvent coexister au sein d'un même lexème (unité lexicale simple). Le radical impose alors son vocalisme aux suffixes qui lui sont ajoutés, lesquels comportent donc des allomorphes selon les différents vocalismes possibles des radicaux. Par exemple, en turc de Turquie :
- le suffixe de pluriel des noms est -ler dans les mots à voyelles antérieures (ex. diş « dent » → dişler, ev « maison » → evler , gül « rose » → güller, göz « œil » → gözler) mais -lar dans les mots à voyelles postérieures (ex. kız « fille » → kızlar, ayak « pied » → ayaklar, muz « banane » → muzlar, ot « herbe » → otlar) ;
- le suffixe de génitif est -in dans les mots à voyelles antérieures non arrondies (ex. diş → dişin, ev → evin), -ün dans les mots à voyelles antérieures arrondies (ex. gül → gülün, göz → gözün), -ın dans les mots à voyelles postérieures non arrondies (ex. kız → kızın, ayak → ayağın), -un dans les mots à voyelles postérieures arrondies (ex. muz → muzun, ot → otun).

## Histoire des études altaïques

### Premières formulations

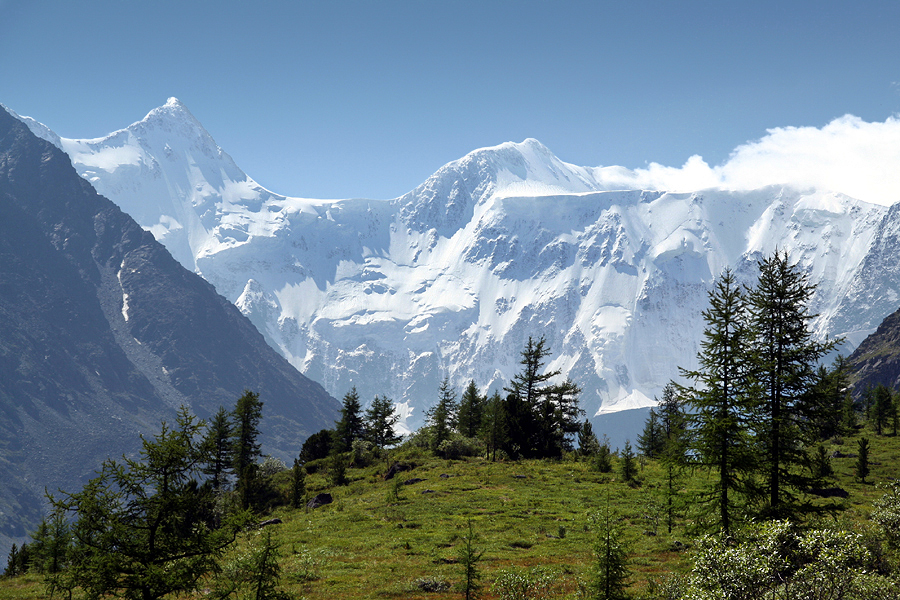
Les montagnes de l'Altaï en Asie centrale ont donné leur nom aux langues altaïques.

Répartition des langues altaïques.

L'idée qu'il existe un lien entre les langues turques, mongoles et toungouses paraît avoir été publiée pour la première fois en 1730 par Philip Johan von Strahlenberg, un officier suédois qui parcourut l'est de l'Empire russe en tant que prisonnier après la grande guerre du Nord, et entreprit par suite la classification d'un grand nombre de langues, dont certaines font partie de l'ensemble actuellement appelé « altaïque ». Le terme lui-même, en tant que désignation d'une famille de langues (au sens généalogique : un ensemble de langues ayant évolué à partir d'une origine commune), fut introduit en 1844 par Matthias Alexander Castrén, un pionnier de la philologie finlandaise aux travaux d'une importance considérable. Telle que formulée à l'origine par Castrén, la famille des langues altaïques ne comprenait pas que les langues turques, mongoles et toungouses, mais aussi les langues finno-ougriennes et samoyèdes.
Plus tard, les groupes finno-ougrien et samoyède furent rassemblés en une famille distincte : les langues ouraliennes (quoique le doute eut longtemps persisté sur sa validité). Le terme « altaïque » se réduisit alors à désigner le regroupement des trois branches turque, mongole et toungouse, tandis que la famille telle que définie à l'origine se vit renommée en « ouralo-altaïque ». Cette théorie fut très répandue jusqu'au milieu du XXe siècle, et se retrouve encore aujourd'hui dans certains ouvrages généraux. Cependant, la théorie de l'ouralo-altaïque comme famille de langues a été abandonnée par la plupart des linguistes à l'heure actuelle.
En 1857, le savant autrichien Anton Boller proposa d'ajouter le japonais à la famille ouralo-altaïque. Dans les années 1920, Gustaf John Ramstedt et Evgueni Polivanov prônèrent d'y inclure également le coréen. Plus tard, Ramstedt dans son ouvrage Einführung in die altaische Sprachwissenschaft (« Introduction à la linguistique altaïque ») publié en trois volumes de 1952 à 1966 réaffirma qu'il incluait le coréen dans l'altaïque (suivi par la plupart des altaïcistes à ce jour) mais rejeta l'hypothèse ouralo-altaïque. Le premier volume, Lautlehre (« Phonologie »), présente la première tentative d'identification de correspondances phonétiques régulières entre les différentes branches des langues altaïques.
En 1960, Nicolas Poppe publia l'équivalent d'une version fortement révisée du volume de Ramstedt sur la phonologie, devenu depuis un classique des études altaïques. Il y considère que la question de la relation du coréen à l'ensemble turc-mongol-toungouse n'est pas tranchée, avec trois possibilités :
1. le coréen n'appartient pas généalogiquement à l'ensemble altaïque, mais en a reçu des influences de substrat ;
2. le coréen fait partie des langues altaïques au même niveau que les trois autres branches communément admises ;
3. le coréen est apparenté à l'ensemble turc-mongol-toungouse, mais s'en est détaché avant que les trois branches ne se séparent elles-mêmes, leur laissant le temps de passer par une série de changements caractéristiques.

### Développement de la théorie macro-altaïque
Roy Andrew Miller publia en 1971 Japanese and the Other Altaic Languages (« Le japonais et les autres langues altaïques ») et convainquit la majorité des altaïcistes que le japonais faisait également partie de la famille altaïque. L'ensemble des langues comparées par les altaïcistes s'étend depuis lors aux langues turques, mongoles, toungouses, coréaniques et japoniques.
Une théorie alternative mais moins bien reçue parmi les altaïcistes fut proposée en 1962 par John C. Street. Elle postule une famille « nord-asiatique » composée de deux branches principales : turc-mongol-toungouse d'une part, coréen-japonais-aïnou d'autre part. Joseph Greenberg reprend ces deux branches (2000-2002) mais en fait deux membres indépendants d'une superfamille beaucoup plus vaste qu'il nomme langues eurasiatiques.

### Controverse sur la validité de l'altaïque comme famille de langues
Gerard Clauson,,, Gerhard Doerfer,,,, suivis d'autres linguistes ont soutenu que les points communs de grammaire et de lexique entre les langues turques, mongoles et toungouses sont principalement dus à l'emprunt, et que le reste peut être attribué à des ressemblances fortuites. Ils font remarquer que les langues turques et toungouses ont peu de vocabulaire en commun, bien qu'elles en partagent davantage chacune de leur côté avec les langues mongoles, et que cette répartition s'accorde avec une explication des mots en commun par emprunt de proche en proche : en revanche, si les trois groupes ont eu un ancêtre commun, on pourrait s'attendre à ce que les pertes de vocabulaire hérité se répartissent au hasard, plutôt que de se concentrer aux marges géographiques de l'aire de répartition. Ils indiquent de plus que nombre des traits typologiques typiques des langues altaïques, tels que l'agglutination et l'ordre SOV, se retrouvent souvent ensemble parmi les langues et ne sont pas indépendants les uns des autres. En résumé, leur idée est que ces langues forment une aire linguistique (Sprachbund), c'est-à-dire un ensemble de langues qui ont développé des caractéristiques communes du fait de contacts prolongés entre leurs locuteurs, sans nécessairement impliquer une origine commune.
La parenté du japonais et du coréen a également été mise en cause ; en particulier, certains auteurs tentent de rapprocher le japonais des langues austronésiennes.
J. Marshall Unger soutient en 1990 l'existence une famille constituée des langues toungouses, des langues coréaniques et des langues japoniques, à l'exclusion des langues turques et mongoles. Doerfer rejette en 1988 toute parenté généalogique entre tous ces groupes.
Sergueï Starostine publie en 1991 une étude lexicostatistique où il affirme que les groupes proposés comme altaïques partagent de 15 à 20 % de cognats sur une liste Swadesh de 110 mots (20 % entre turc et mongol, 18 % entre turc et toungouse, 17 % entre turc et coréen, 21 % entre mongol et toungouse, 16 % entre mongol et coréen, 21 % entre toungouse et coréen). Il considère globalement que ces résultats corroborent l'existence d'une famille, mais « plus ancienne que la plupart des autres familles de langues d'Eurasie, comme l'indo-européen ou le finno-ougrien, raison pour laquelle les langues altaïques modernes conservent peu d'éléments communs ».
En 2003, Claus Schönig dresse un tableau critique de l'histoire de l'hypothèse altaïque et conclut que « de manière générale, plus l'on a considéré avec soin le facteur aréal, plus la taille du résidu susceptible d'une explication génétique a tendu à se réduire. Selon de nombreux chercheurs, il ne comprend qu'un petit nombre de radicaux lexicaux monosyllabiques, dont les pronoms personnels et quelques autres éléments déictiques et auxiliaires. D'autres explications de ces derniers ont également été proposées. Surtout, les langues « altaïques » ne semblent pas partager un vocabulaire de base commun qui se retrouve normalement en cas de parenté génétique. »
En 2003, Sergueï Starostine, Anna Dybo et Oleg Moudrak publient Etymological Dictionary of the Altaic Languages « Dictionnaire étymologique des langues altaïques », contenant 2 800 cognats putatifs d'où sont tirées un ensemble de lois phonétiques, des correspondances grammaticales, ainsi que des changements importants apportés à la reconstruction du proto-altaïque. Par exemple, bien que la majorité des langues altaïques actuelles présentent des phénomènes d'harmonie vocalique, ce n'est pas le cas du proto-altaïque selon leur reconstruction : les différents types d'harmonie se seraient mis en place ultérieurement du fait de diverses métaphonies qui se seraient produites séparément dans les différentes branches. Le dictionnaire s'efforce de distinguer les emprunts des cognats entre turc et mongol d'une part, mongol et toungouse d'autre part, et propose de nouveaux cognats présents en turc et en toungouse mais pas en mongol. Toutes des autres combinaisons de branches deux à deux sont également représentées. Les auteurs dressent une liste de 144 éléments lexicaux partagés entre toutes les branches (la majorité déjà cités par Starostine en 1991) dont des mots pour « œil », « oreille », « cou », « os », « sang », « eau », « pierre », « soleil » et « deux ». Cette publication n'a cependant pas modifié les opinions des principaux participants au débat, lequel se poursuit aujourd'hui – ex. Stefan Georg 2004 et 2005, Alexander Vovin 2005(défavorables à la théorie de l'altaïque comme famille de langues) ; Sergueï Starostine 2005, Václav Blažek 2006, Martine Robbeets 2007, Anna Dybo et Gueorgui Starostine 2008 (favorables).
Selon Roy Andrew Miller, la critique de l'altaïque par Clauson et Doerfer porte exclusivement sur le lexique, alors que les preuves fondamentales de la théorie altaïque reposent sur la morphologie verbale. Lars Johanson suggère que l'étude de la morphologie verbale pourrait aboutir à résoudre la controverse, et appelle à l'apaisement des polémiques.

## Rapprochements externes
Les langues ouraliennes, parlées en Europe du Nord et de l'Est ainsi qu'en Sibérie, ont un profil typologique très similaire à celui des langues altaïques (centripètes, agglutinantes, harmonie vocalique fréquente). Par le passé, les deux groupes ont donc souvent été rassemblés au sein du groupe des langues ouralo-altaïques. Aujourd'hui, cependant, on considère qu'il s'agit d'un simple lien typologique qui n'implique pas de forte parenté généalogique entre les deux groupes.
Certains linguistes établissent des relations à longue distance entre familles de langues pour établir des superfamilles. Les langues classées comme altaïques ont ainsi été rangées parmi les langues nostratiques (Holger Pedersen, Vladislav Illitch-Svitytch (en), Aharon Dolgopolsky (en)) ou les langues eurasiatiques (Joseph Greenberg). Peu de linguistes toutefois tiennent ces regroupements pour valides dans l'état actuel des connaissances : il s'agit tout au plus d'hypothèses de travail.